# الصيغة الشرطية

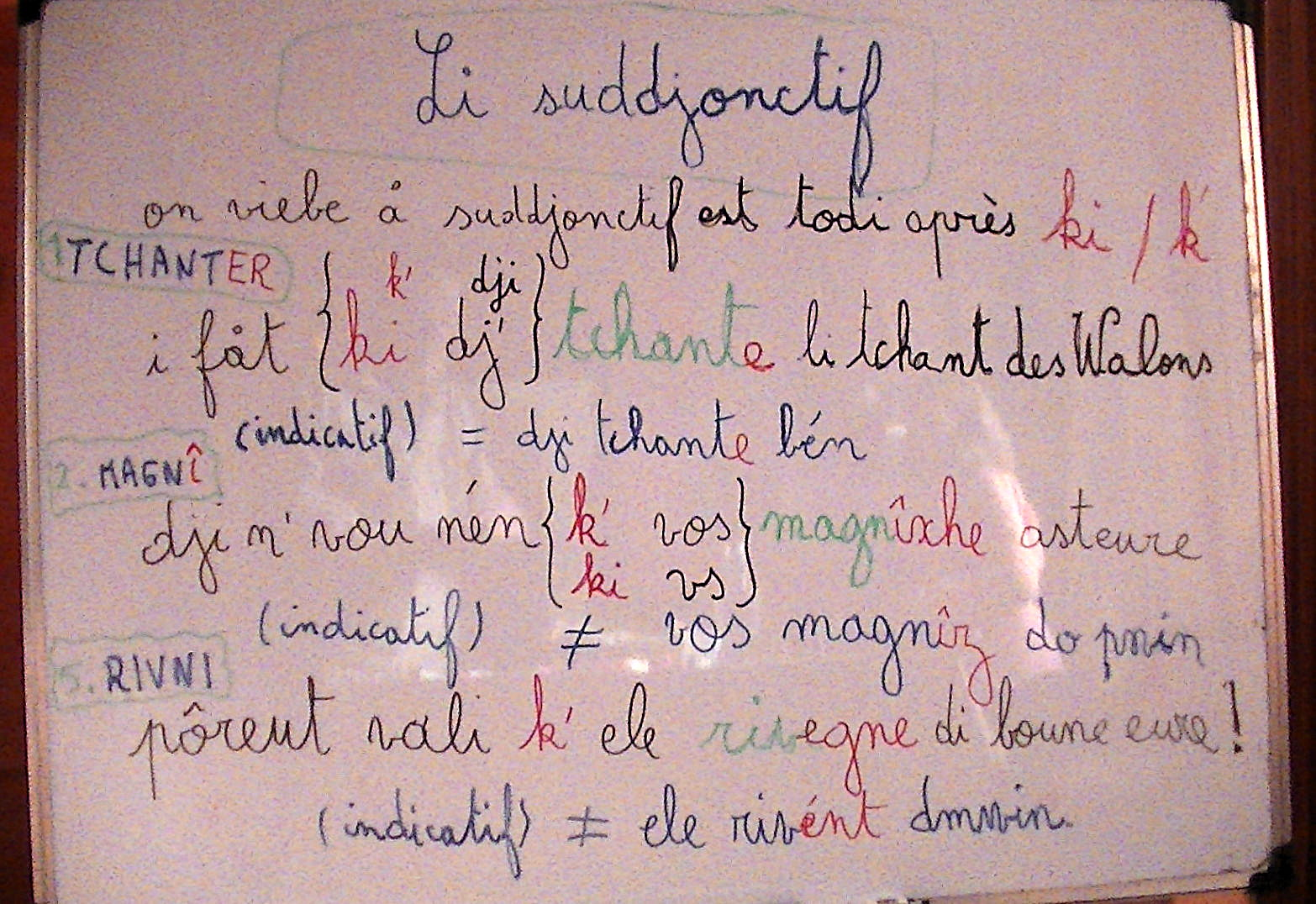

الشرط هو مزاج نحوي، صفة من صفات الكلام الذي يشير إلى موقف المتحدث تجاهه. تُستخدم الأشكال الشرطية من الأفعال عادةً للتعبير عن حالات مختلفة من عدم الواقعية مثل: الرغبة أو العاطفة أو الاحتمال أو الحكم أو الرأي أو الالتزام أو الشك أو الفعل الذي لم يحدث بعد ؛ تختلف المواقف المحددة التي يتم استخدامها فيها من لغة إلى أخرى. الشرط هو أحد الحالات المزاجية غير الواقعية، والتي تشير إلى ما ليس بالضرورة حقيقيًا. غالبًا ما يتناقض مع الدلالة، وهو مزاج واقعي يستخدم بشكل أساسي للإشارة إلى أن شيئًا ما هو بيان للحقيقة.

## اللغات الهندية الأوربِّيَّة

### اللغة الهندية الأوربِّيَّة السلف
كان للغة الهندية الأَورُبِّيَّة السلف مزاجان مرتبطان ارتباطًا وثيقًا: الشرط والاختياري. دمجت العديد من لغات الابنة هذه الحالات المزاجية أو دمجتها.
يُصاغ الشرط في الهندية الأَورُبِّيَّة باستخدام الدرجة الكاملة لجذر الفعل، وإلحاق حرف العلة الموضوعي * -e- أو * -o- بجذر الجذر، مع المجموعة الأولية الكاملة من التصريفات الشخصية . كان الشرط هو الهندية الأَورُبِّيَّة irrealis، المستخدم في المواقف الافتراضية أو المضادة للواقع.
تم تشكيل الحالة المزاجية الاختيارية باستخدام لاحقة * -ieh1 أو * -ih1 (مع الحنجرة). استخدم الخيار الاختياري مجموعة clitic للتأثيرات الشخصية الثانوية. تم استخدام الخيار الأمثل للتعبير عن الرغبات أو الآمال.
من بين اللغات الهندية الأَورُبِّيَّة، فقط الألبانية، والأفيستان، واليونانية القديمة، والسنسكريتية حافظوا على الشرط والاختياري منفصلين ومتوازيين تمامًا. ومع ذلك، في اللغة السنسكريتية، تم العثور على استخدام الشرط فقط في اللغة الفيدية في الأزمنة الأولى، والأمر الاختياري والواجب أقل استخدامًا نسبيًا. في اللغة اللاحقة (من 500 قبل الميلاد)، سقط الشرط من الاستخدام، مع استخدام الخيار أو الأمر بدلاً من ذلك، أو دمجها مع الخيار الاختياري كما هو الحال في اللاتينية. ومع ذلك، يستمر استخدام أشكال ضمير المتكلم للشرط، حيث يتم نقلها إلى الأمر، الذي لم يكن له سابقًا، مثل اليونانية، أشكال الشخص الأول.

### اللغات الجرمانية
في اللغات الجرمانية، عادة ما يتم تشكيل الشرط الشرطي من البصريات القديمة (حالة مزاجية تشير إلى رغبة أو أمل)، مع وضع الشرط الحالي بـ * -ai- والماضي بـ * -ī-. في الألمانية، تم اختزال هذه الأشكال إلى صوت schwa، تهجئة -e. ومع ذلك، فإن الزمن الماضي غالبًا ما يعرض i-umlaut. في اللغة الإسكندنافية القديمة، تطورت كلتا اللاحقتين إلى -i-، لكن i-umlaut تحدث في الشرط الشرطي الماضي، والذي يميزهما.

#### اللغة الإنجليزية
المزاج الشرطي في اللغة الإنجليزية هو نوع جملة يستخدم في بعض السياقات التي تصف الاحتمالات غير الفعلية، على سبيل المثال "من المهم أن تكون هنا" " "It's crucial that you be here""و "من المهم أن يصل مبكرًا" "It's crucial that he arrive early."" في اللغة الإنجليزية، يكون الشرط نحويًا وليس تصريفًا، نظرًا لعدم وجود صيغة فعل شرطية على وجه التحديد. بدلاً من ذلك، توظف الجمل الشرطية الشكل المجرد للفعل والذي يُستخدم أيضًا في مجموعة متنوعة من التركيبات الأخرى